# Euphyia bohatschi
Euphyia bohatschi là một loài bướm đêm trong họ Geometridae.